# Русский драматический театр Якутии в годы Великой Отечественной войны
Русский драматический театр Якутии в годы Великой Отечественной войны проводил среди населения Якутской АССР культурные мероприятия отражающие военный уклад жизни. Агитбригады, созданные из артистов театра, действовали от начала и до окончания войны.

## История
В начале Великой Отечественной войны Русский Драматический театр в Якутии не имел пьес адаптированных под новые военные реалии. Художественным ответом стало появление концертных программ «Боевые теа-сборники» на военную тему, содержащие одноактные пьесы, фрагменты художественных произведений, стихи, пьесы, музыкальные номера. Особой популярностью пользовались частушки на актуальные темы.
В статье «Политической агитации — большевистский размах» рассказывалось об активной концертной деятельности среди населения. Особой популярностью пользовались два мероприятия организованных актёрами Русского Драматического театра. Руководитель первого мероприятия — Б. В. Лохин (клуб «Якутторг»), руководитель второго — М. А. Зинин (Центральный агитпункт). Данными коллективами проводились мероприятия в агитпунктах, в цехах предприятий, на призывных пунктах. В дальнейшем репертуар коллективов пополнился песнями композитора И. О. Дунаевского «На врага за Родину вперед», «Дорогая моя столица, золотая моя Москва» и другими.
Культурная программа содержала и отсылки на прошлое страны, например спектакли «Давым-Давно» А. Гладкова и «Полководец Суворов». Спектакль «Полководец Суворов» содержал в себе тему героического поведения русского народа и тему таланта полководца Суворова, не знавшего поражения.
В условиях ограниченного времени на подготовку пьес, составляющего 15-20 дней, коллективы готовили новые постановки. Были поставлены такие пьесы как «Нашествие» Л. Леонова, «Русские люди», «Жди меня» К. Симонова и другие. Герои постановок являлись защитниками Отчества, поведение отражало героизм и любовь к народу. Спектакль «Русские люди» стал премьерой театрального сезона 1942—1943 годов. «Русские люди» отражал трудные военные будни и душевные качества русского народа. Несмотря на безвыходное положение, герои пьесы преодолевают страх и рискуют всем ради общего дела. Артисты наделяли действующих лиц эмоциональностью, человеческими качествами, бесстрашием и патриотизмом. Артисты театра смогли с помощью световых, звуковых и технических приемов отразить на сцене картины военных действий.